# Huckleberry Finn (personage)

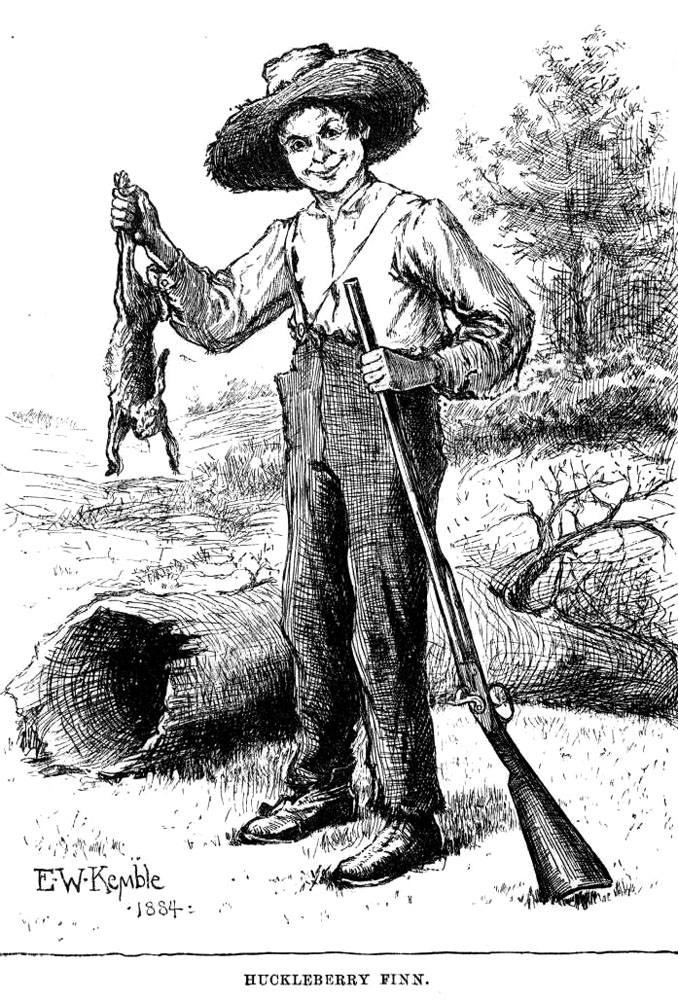
Huckleberry Finn
(1884), E.W. Kemble

Huckleberry "Huck" Finn is een personage gecreëerd door Mark Twain, die voor het eerst verscheen in het boek De lotgevallen van Tom Sawyer (1876) en de hoofdpersoon en verteller is van het vervolg, De lotgevallen van Huckleberry Finn (1884).
Hij is 12 of 13 jaar oud in de verhaallijn van het eerste boek en een jaar ouder ("dertien of veertien of zoiets", hoofdstuk 17) als verteller van het vervolgboek. Huck is ook de verteller in de kortere novellen Tom Sawyer Abroad en Tom Sawyer, Detective, die een vervolg vormen op de eerste twee boeken.

## Karakterisering
Huckleberry Finn is de zoon van de zwerver en dronkaard van de stad, "Pap" Finn. Slapend in toegangsportieken wanneer het weer redelijk is, in lege okshoofden tijdens stormweer, en levend van wat hij ontvangt van anderen, leeft Huck het leven van een berooide vagebond. De auteur noemt hem metaforisch "de jeugdige paria van het dorp" en beschrijft Huck als "nutteloos, en wetteloos, en vulgair, en slecht", kwaliteiten waarvoor hij werd bewonderd door alle andere kinderen in het dorp, hoewel hun moeders hem "hartstochtelijk haten en vrezen".
Huck is een archetypische onschuldige, in staat te ontdekken wat het "juiste, goede" is om te doen, ondanks de heersende theologie en bevooroordeelde mentaliteit van het Zuiden van die tijd. Het beste voorbeeld hiervan is zijn beslissing om Jim te helpen ontsnappen aan de slavernij, ook al gelooft hij dat hij daarvoor naar de hel zal gaan (gegeven de toen heersende christelijke opvattingen over slavernij).
Zijn verschijning wordt beschreven in The Adventures of Tom Sawyer. Hij draagt de kleren van volwassen mannen die hij waarschijnlijk ontving uit liefdadigheid, en zoals Twain hem beschrijft, "fladderend gehuld in vodden." Hij heeft een gescheurde, gebroken hoed en zijn broek wordt opgehouden met slechts één bretel. Zelfs Tom Sawyer, de leider van de jongens van het gehucht St. Petersburg ziet hem als "de verbannen Romanticus".
Toms tante Polly noemt Huck een "arm moederloos ding". Huck bekent aan Tom in De avonturen van Tom Sawyer dat hij zich zijn moeder en de meedogenloze gevechten tussen zijn ouders die alleen eindigden toen ze stierf, herinnert.
Huck heeft een zorgeloos leven vrij van maatschappelijke normen of regels, het stelen van watermeloenen en kippen en "lenen" (stelen) van boten en sigaren. Door zijn onconventionele jeugd heeft Huck bijna geen opleiding genoten. Aan het einde van The Adventures of Tom Sawyer wordt Huck aangenomen door de weduwe Douglas, die hem naar school stuurt in ruil voor zijn redding van haar leven. In de loop van The Adventures of Huckleberry Finn leert hij genoeg om geletterd te zijn en leest hij zelfs boeken als ontspanning. Zijn kennis van de geschiedenis, als het over Jims situatie gaat, is volledig incorrect, maar het blijft onduidelijk of hij deze foute analyse met opzet poneert als een grap tegenover Jim.
In The Adventures of Huckleberry Finnhet vervolg op The Adventures of Tom Sawyer, probeert de weduwe de nieuw rijke Huck te "civiliseren" (sic). Hucks vader ontvoert hem bij haar, maar Huck slaagt erin om zijn eigen dood te simuleren en ontsnapt naar Jackson's Island, waar hij toevallig Jim ontmoet, een slaaf die eigendom was van de zus van de weduwe Douglas, Miss Watson.
Jim was weggelopen omdat hij Miss Watson hoorde spreken over een plan hem in het Zuiden te verkopen voor achthonderd dollar. Jim wil ontsnappen naar Caïro, Illinois, waar hij werk kan vinden om uiteindelijk de vrijheid van zijn familie te kopen. Huck en Jim nemen een vlot langs de Mississippi, van plan om noordwaarts te trekken op de Ohio, in de hoop vrijheid van slavernij voor Jim en vrijheid van Pap voor Huck te vinden. Hun avonturen, samen met Hucks solo-avonturen, vormen de kern van het boek.
Op het einde echter, krijgt Jim zijn vrijheid door de dood van Miss Watson, als ze hem bevrijdt in haar testament. Pap, zo wordt duidelijk, is gestorven tijdens de afwezigheid van Huck, en hoewel hij veilig naar St. Petersburg kon terugkeren, is Huck van plan om westwaarts naar de gebieden van de indianen te vluchten.
In Tom Sawyer Abroad en Tom Sawyer, Detective, de vervolgverhalen op Huck Finn, woont Huck weer in St. Petersburg na de gebeurtenissen van zijn gelijknamige roman. In Abroad had Huck zich bij Tom en Jim aangesloten voor een wilde, fantasievolle ballonvaart die hen naar het buitenland bracht. In Detective, dat gesitueerd wordt ongeveer een jaar na de gebeurtenissen van Huck Finn, helpt Huck Tom bij het oplossen van een moordmysterie.

## In boeken en films
Het karakter is verschenen in verschillende boeken:
- The Adventures of Tom Sawyer (1876)
- Adventures of Huckleberry Finn (1884)
- Tom Sawyer, Detective (1896)
- Tom Sawyer Abroad (1894)
- Schoolhouse Hill (1898) – onvoltooid
- Huck Finn (1898) – onvoltooid
- Huck Finn and Tom Sawyer among the Indians – onvoltooid
- Tom Sawyer's Conspiracy – onvoltooid
- Tom Sawyer's Gang Plans a Naval Battle – onvoltooid

Na het overlijden van Mark Twain werd het personage ook door andere schrijvers opgevoerd in boeken, toneelstukken en stripboeken.
Sinds 1917 was Huckleberry Finn tevens in diverse films en televisieseries te zien, waaronder:
- Huckleberry Finn (1931), filmkomedie
- Huck Finn (1937)
- The Adventures of Huckleberry Finn (1939)
- The Adventures of Huckleberry Finn (1960)
- Huckleberry Finn (1974), musicalfilm
- Huckleberry Finn (1975)
- Huckleberry Finn (1976), animeserie
- The Adventures of Huck Finn (1993)